# Saint-Pierre-Bois
Saint-Pierre-Bois là một xã thuộc tỉnh Bas-Rhin trong vùng Grand Est đông bắc Pháp.